# Yamaha SY77
Le Yamaha SY77 est un synthétiseur conçu et distribué par la société japonaise Yamaha. Il a pour expandeur le Yamaha TG77.
Il est équipé d'un clavier 61 touches, et est multitimbral à 16 voix. Il est basé sur le principe de la synthèse AFM (Advanced Frequency Modulation), qui est un sur-ensemble de la synthèse FM. Il a été produit à partir de 1990.
Une voix (son) est composée de 1 à 4 éléments « empilables », différentes combinaisons d'éléments AWM et FM sont possibles. La polyphonie est donc comprise entre 8 et 32 voix suivant les configurations et l'usage multitimbral. L’awm était une lecture d’échantillons (samples) la fm était la synthèse modulation de fréquence à 6 opérateurs utilisée dans le DX7 de la même marque. Celle-ci permettait donc une richesse de création sonore sans précédent mais d’une ergonomie tout aussi rebutante qu’efficace.
Parmi les musiciens utilisant le SY77, figurent Toto, Brian Eno, Europe, Chick Corea et Vangelis,.